# يوهان هوفمان
يوهان هوفمان (بالألمانية: Johann Hoffmann)‏ (6 يناير 1908 في النمسا - 2000 في النمسا) هو لاعب كرة قدم نمساوي في مركز الهجوم. شارك مع منتخب النمسا لكرة القدم. أما مع النوادي، فقد لعب مع رابيد فيينا ونادي ستراسبورغ ونادي سوشو وDSV Saaz ‏.

## وصلات خارجية
- يوهان هوفمان على موقع قاعدة بيانات كرة القدم.إي يو (الإنجليزية)
- يوهان هوفمان على موقع ناشيونال فوتبول تيمز (الإنجليزية)